# Teracotona buryi
Teracotona quadripunctata là một loài bướm đêm thuộc phân họ Arctiinae, họ Erebidae.